# Паничев, Николай Александрович
Николай Александрович Паничев (род. 3 августа 1934 года, д. Лукоть Дрибинского района Могилёвской области) — советский государственный и хозяйственный деятель. Депутат Верховного Совета СССР 11 созыва. Почётный Председатель Совета директоров Российской Ассоциации «Станкоинструмент». Председатель Редакционного совета журнала «Станкоинструмент».

## Образование
- 1963 год — окончил вечернее отделение Ленинградского политехнического института им. М. И. Калинина.
- 1980 год — окончил Академию народного хозяйства при Совмине СССР.

## Биография
- 1953—1955 — служба в Советской Армии.
- 1955—1956 — председатель Дрибинского районного комитета ДОСААФ.
- 1956—1957 — учащийся технического училища № 9, Ленинград.
- 1957—1959 — токарь Ленинградского станкостроительного завода им. Ильича.
- 1959—1964 — конструктор Ленинградского специального конструкторского бюро шлифовального оборудования.
- 1964—1967 — начальник цеха Ленинградского станкостроительного завода им. Ильича.
- 1967—1975 — заместитель секретаря парткома Ленинградского станкостроительного объединения имени Я. М. Свердлова.
- 1975—1978 — директор Ленинградского станкостроительного завода имени Ильича — начальник специального конструкторского бюро по проектированию шлифовального оборудования.
- 1978—1980 — слушатель Академии народного хозяйства.
- 1980—1981 — начальник Всесоюзного промышленного объединения по производству прецизионных станков.
- 1981—1986 — заместитель Министра, первый заместитель Министра станкостроительной и инструментальной промышленности СССР.
- 1986—1991 — Министр станкостроительной и инструментальной промышленности СССР.
- 1991—1992 — президент государственного акционерного объединения «Станкоинструмент».
- С 1992 года председатель Совета директоров промышленно-торгового дома «Станкоинструмент», президент ОАО "Компания «Росстанкоинструмент», президент Российской станкоинструментальной компании «Росстанкоинструмент».
- В 1998 году член Совета по проблемам реструктуризации и развития промышленности при Правительстве РФ.
- председатель общественного Совета Министров СССР и РСФСР — совета бывших министров СССР и РСФСР (всего около 30 человек).

## Награды
- орден «За заслуги перед Отечеством» IV степени
- орден Октябрьской Революции
- орден Трудового Красного Знамени
- орден «Знак Почёта»

## Сочинения
- Разлом : Записки Министра СССР. — М. : Рус. новь, 2004. — 397, [2] с., [9] л. ил., портр., цв. ил., портр. : табл. — ISBN 5-94919-009-2